# Karl Enghoff
Karl Enghoff, född 25 augusti 1860 i Ausås socken, Kristianstads län, död 15 juli 1950, var en svensk skolman och historiker. Han var far till Karl Erik och Henrik Enghoff.
Enghoff blev filosofie doktor i Lund 1889 med avhandlingen Tillståndet i Skåne under Magnus Stenbocks guvernörstid 1707-11. Han innehade en lärartjänst vid Kristianstads högre allmänna läroverk 1889-1909 och lektor i historia och svenska vid Lunds högre allmänna läroverk 1908-25. Han har bland annat utgett stadshistoriska monografier över Kristianstad 1914, Trelleborg 1917, Ängelholm 1929, därutöver Öfversikt af dess historiska utveckling (1919), bolagshistoriker och läroböcker i geografi.